# شافیه (استان طارف)
شافیه (به عربی: الشافیة) یک شهرداری در الجزایر است که در استان الطارف واقع شده‌است. شافیه ۷٬۴۵۰ نفر جمعیت دارد.